# 罗伯特·姆什维多巴泽
罗伯特·尼古拉耶维奇·姆什维多巴泽（俄语：Роберт Николаевич Мшвидобадзе，1989年8月17日—），俄罗斯男子柔道运动员，2017年欧洲柔道锦标赛男子60公斤级金牌得主、2018年世界柔道锦标赛男子60公斤级银牌得主、2020年欧洲柔道锦标赛男子60公斤级金牌得主。